# Герб Спасска (Татарстан)
Исторический герб города «Спасска» (ныне затоплен Куйбышевском водохранилищем) — административного центра Спасского района Татарстана Российской Федерации.

## Описание герба и его символики
Герб города Спасска был Высочайше утверждён 18 октября 1781 года императрицей Екатериной II вместе с другими гербами городов Казанского наместничества (ПСЗРИ, 1781, Закон № 15260).
Подлинное описание герба города Спасска гласило:

«Древняя башня, въ золотомъ полѣ, въ знакъ того, что подлѣ сего новаго города, в близости находился древній Татарской городъ Болгары, въ которомъ и по сіе время таковыя башни время еще не разрушило»
В верхней части щита — герб Казанского наместничества: «Змий чёрный, под короною золотою Казанскою, крылья красные, поле белое».

## История герба
В 1781 году указом Екатерины II Спасск получил статус уездного города Казанского наместничества.
В 1926—1935 годах город на всех картах назывался Спасск , но для отличия от других городов с тем же названием иногда именовали Спасск-Татарский. В 1935—1957 годах Спасск существовал под названием Куйбышев (в память о В. В. Куйбышеве). В 1957 году город был затоплен в результате создания Куйбышевского водохранилища.
В 1957 году заложен новый населенный пункт под названием Куйбышев в 2-х км. южнее поселка Болгар. Впоследствии разрастался в сторону берега Волги и почти поглотил поселок Болгар.

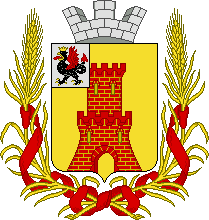
Проект герба уездного города Спасска (Болгара) 1859 года.

В 1991 город был переименован в Болгар по имени поглощенного им поселка на территории которого находятся остатки древнего города Булгар Волжской Булгарии, городище (развалины) которой находится недалеко от города.
Герб Спасска, Высочайше утверждённый в 1781 году, был составлен в департаменте Герольдии при Сенате под руководством герольдмейстера, действительного статского советника А. А. Волкова.

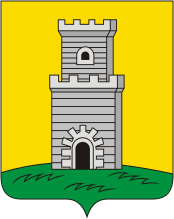
Герб Спасского района (2005 год)

В 1859 году, в период геральдической реформы Кёне, был разработан проект нового герба уездного города Спасска (официально не утверждён):
«В золотом поле двухэтажная красная зубчатая башня с золотыми швами и бойницами и с открытыми воротами. В вольной части герб Казанской губернии. Щит увенчан серебряной стенчатой короной и окружён золотыми колосьями, соединёнными Александровской лентой».
В советский период исторический герб Спасска (1781 года) не использовался.
В постсоветский период решения о возрождении или восстановлении исторического герба города Спасска в качестве официального символа Болгар, городскими властями не принимались.
20 августа 2005 года решением сессии Спасского районного Совета народных депутатов был утверждён герб Спасского муниципального района.
За основу герба Спасского муниципального района был взят исторический герб уездного города Спасска (1781 года).